# Gediminas
Gediminas, italianizzato in Gedimino (in bielorusso Гедымін?, Hiedymin; 1275 circa – Vilnius, 1341), fu granduca di Lituania dal 1316 fino alla sua morte.
Fu uno dei personaggi più significativi della storia medievale lituana. Proseguì l'opera di unificazione del Paese avviata da Mindaugas, fondatore del Ducato di Lituania nel XIII secolo e fautore del completamento del processo di formazione dello Stato lituano. A Gediminas è riconosciuto il merito di aver plasmato un'identità più consapevole e stabile del Granducato di Lituania, divenuto sotto il suo dominio una delle principali potenze dell'Europa orientale.
Grazie alle efficaci campagne militari intraprese durante la sua parentesi al potere durata un quarto di secolo, Gediminas riuscì a espandere i suoi possedimenti verso est e verso sud, raggiungendo quasi le coste del Mar Nero. Si guadagnò numerosi alleati grazie a un'attenta politica matrimoniale, che coinvolse i propri figli, attuata con potenze limitrofe ostili all'Ordine teutonico.
A lui si deve la costruzione della città di Vilnius, capitale della Lituania, da cui la sua dinastia, quella dei Gediminidi, esercitò il potere nei decenni successivi giungendo, in seguito, a governare anche la Polonia, l'Ungheria e la Boemia.
Un ultimo lascito riguardò il campo religioso, in quanto, tramite il ricorso a una strategia caratterizzata da temporeggiamenti e ambigue promesse di conversione indirizzate alla Santa Sede e ad altri sovrani cristiani, Gediminas permise al paganesimo, in particolare alla mitologia lituana, di sopravvivere ancora nel XIV secolo, respingendo con successo i tentativi di cristianizzazione della Lituania.

## Biografia

### Origini familiari

Ritratto postumo di fantasia di Vytenis nella Genealogia (1709) dei Sapieha, conservata presso Kodeń, in Polonia. Predecessore di Gediminas, il suo legame parentale con quest'ultimo resta incerto

Gediminas nacque intorno al 1275, in un periodo storico sul quale le fonti scritte inerenti alla Lituania risultano assai lacunose. Tale penuria di testi ha impedito agli studiosi moderni di ricostruire in maniera affidabile l'ascendenza di Gediminas, i primi anni di vita e la sua ascesa al potere. Il legame con il suo predecessore Vytenis (granduca dal 1295 al 1316) è stato oggetto di diverse teorie accademiche, tra cui le ipotesi che Gediminas fosse suo fratello, suo figlio, suo cugino o un suo stalliere. Per diversi secoli, sono però circolate soltanto due versioni relative alle sue origini; secondo una delle due ricostruzioni, frutto di una cronaca redatta molto tempo dopo la sua morte dai Cavalieri teutonici, che furono avversari di lunga data della Lituania, Gediminas fu uno stalliere di Vytenis e uccise quest'ultimo per assicurarsi il trono. Una versione alternativa, che considera Gediminas figlio di Vytenis, è contenuta nelle Cronache lituane, stilate anch'esse dopo la morte di Gediminas. Tuttavia, quando Gediminas divenne granduca aveva quasi la stessa età del suo predecessore, motivo per cui questo legame parentale è da ritenersi improbabile. Entrambe le tradizioni risultano inverosimili: la cronaca tedesca appare infatti una ricostruzione tendenziosa perché stilata da una fazione avversa ai baltici, mentre la cronaca lituana offre una ricostruzione fantasiosa e non avvalorata da prove concrete.
Ricerche recenti individuano il progenitore della dinastia dei Gediminidi in un certo Skalmantas (o Skumantas). Concentrandosi sugli anni ottanta del Duecento, probabilmente tra i più oscuri della storia basso-medievale della Lituania, lo storico lituano Zigmantas Kiaupa ha ritenuto che non sia possibile escludere l'ipotesi di un legame tra Skalmantas e Traidenis, l'influente granduca lituano rimasto al potere dal 1270 al 1282. È noto che nel 1295 il misterioso sovrano di nome Pukuveras, sovente identificato con Butvydas e ritenuto da taluni il padre di Gediminas, cedette il trono a Vytenis che rimase al potere fino al 1316. Allo stesso modo della Visuotinė lietuvių enciklopedija, lo storico britannico Stephen Christopher Rowell ha avanzato l'ipotesi secondo cui, nel ventennio 1295-1315, Gediminas visse a Trakai. Egli sarebbe stato poi assegnato alla difesa dei confini settentrionali e occidentali, come risulterebbe dalla menzione dell'assedio di un castello chiamato «Gedimin-Burg» situato in Samogizia, nella Lituania occidentale. Alla morte di Vytenis, la successione al titolo di granduca risultò pacifica; vari studiosi hanno teorizzato che, semplicemente, non si palesarono altri pretendenti che si ritenessero più meritevoli.

### Granduca di Lituania

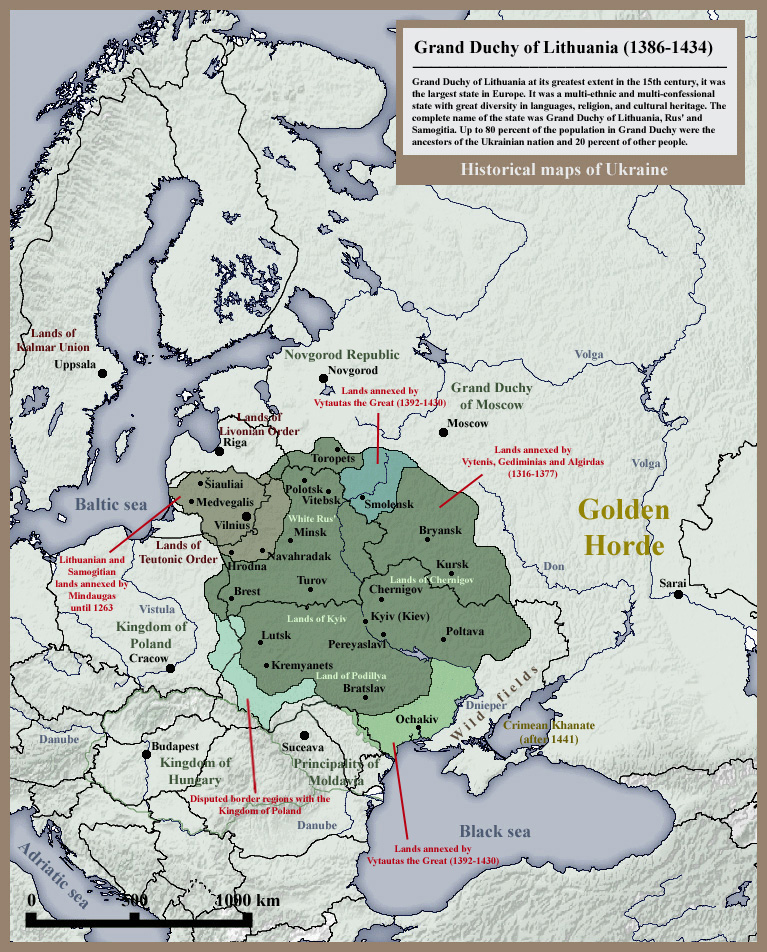
Evoluzione territoriale del Granducato di Lituania nell'Europa orientale dal 1263 al 1434

Nel XIII secolo, le sistematiche incursioni degli ordini religiosi cavallereschi (nello specifico, i Cavalieri teutonici e l'Ordine di Livonia) avevano da tempo coalizzato tutte le tribù lituane e cristallizzato il processo di formazione dello Stato baltico. Queste operazioni belliche erano avvenute nell'ambito di una crociata compiuta in Lituania con il pretesto di convertirla, la cosiddetta crociata lituana. Nel 1316, quando a circa quarant'anni di età Gediminas si insediò al potere, il granducato versava in buona salute e includeva porzioni delle odierne Lituania, Bielorussia, Polonia e Ucraina. Sin dalla sua ascesa il sovrano si dimostrò particolarmente attivo in politica estera, con il proposito di contrastare gli attacchi dei cristiani e al contempo di ampliare i confini soggiogando i fragili principati orientali della vecchia Rus' di Kiev. In patria cercò frattanto di attuare riforme in ambito militare e amministrativo, occupandosi anche di supervisionare la costruzione di postazioni difensive.

#### Politica religiosa

##### Verso l'ortodossia
Se da una parte Gediminas intendeva fondare una dinastia che avrebbe dovuto rendere la Lituania sicura, dall'altra desiderava plasmare un'identità più consapevole del proprio Paese nello scacchiere geopolitico europeo. Un importante risultato raggiunto all'inizio del suo periodo come granduca, verosimilmente agevolato da quanto già fatto da Vytenis, riguardò la costituzione della metropolia ortodossa della Lituania tra il 1315 e il 1317. In passato, il patriarca ecumenico di Costantinopoli, che deteneva il primato di autorità sulle comunità ortodosse, aveva sempre cercato di preservare l'unità ecclesiastica di tutti i territori della vecchia Rus'. Tuttavia, forse in cerca di supporto militare ed economico, in quello che sarebbe stato poi giudicato «un momento di confusione storica» e «un'anomalia», si scelse di sedare le dispute tra i vari esponenti religiosi e i giochi di potere in atto nella vecchia Rus' costituendo due metropolie separate. Una di esse era detta «di Kiev e di tutta la Rus'», mentre l'altra, nota come metropolia della Lituania, era compresa entro i confini del Granducato e abbracciava in particolare molte delle regioni soggiogate da Gediminas durante le sue campagne di conquista orientali. La sede principale del metropolita della Lituania era situata nella Rutenia Nera e la sua autorità si estendeva su tutta la Rus' occidentale inglobata nel Granducato o comunque compresa nella sua orbita, come nel caso di Navahrudak e del Principato di Turov e Pinsk rispettivamente. Tra il 1317 e il 1330 si ha notizia di un solo uomo di chiesa alla guida della metropolia lituana, tale Teofilo, ritenuto uno «strumento politico nelle mani di Gediminas», ma permangono dubbi sul tema. Il raggiungimento di questo risultato, che consentiva alla Lituania di vantare una metropolia ortodossa in patria, va considerato parte del processo di affermazione dello Stato di Gediminas a livello internazionale.
Nel 1330, il metropolita Teognoste il Greco riuscì a ricucire lo strappo tra le comunità ortodosse situate nella Rus' occidentale e nella Rus' orientale, adducendo come pretesto lo scarso numero di fedeli cristiani circoscritti nel territorio del Granducato di Lituania. Nel 1355, Algirdas, figlio di Gediminas e granduca dal 1345 al 1377, fu nuovamente in grado di ospitare un metropolita esclusivamente preposto per la Lituania.

##### Verso il cattolicesimo
(Gediminas, novembre 1324)
La necessità di ottenere le simpatie del mondo cattolico, oltre che di quello ortodosso, spinse Gediminas ad avviare intensi negoziati diplomatici con la Santa Sede, chiedendo l'intervento dell'arcivescovo di Riga in veste di intermediario. Negli ultimi mesi del 1322, inviò delle lettere in latino a papa Giovanni XXII (note come le lettere di Gediminas) in cui sollecitava un intervento per fermare le aggressioni dei crociati, informandolo altresì dei privilegi già concessi ai domenicani e ai francescani arrivati a quell'epoca in Lituania per diffondere il cattolicesimo. Occorre concentrarsi sul significato di un passaggio ritenuto importante dagli storici e contenuto in una delle missive del 1322, nel quale si legge «fidem catholicam recipere». Non è chiaro se il sovrano lituano avesse chiesto agli emissari inviati da Roma di far ritorno soltanto dopo averlo battezzato oppure se volesse semplicemente comunicare, a titolo di gesto compiuto in buona fede, l'intenzione di non compiere repressioni verso i sudditi cattolici residenti in territorio baltico. Interpretando la storia a piacimento, nelle lettere Gediminas ricordava che già Mindaugas, primo e unico re della Lituania a indossare una corona, avesse nel secolo precedente abbracciato il cattolicesimo e avesse convertito «ogni suo suddito». Tuttavia, egli aveva poi ceduto alla tentazione di riabbracciare i riti tradizionali a causa dell'aggressività dei Cavalieri teutonici; in realtà, è ritenuto pacifico che Mindaugas accettò il cattolicesimo principalmente per scopi politici e che non fu pianificato alcun progetto di conversione di massa della popolazione.
Avendo Gediminas, come da lui sperato, suscitato l'interesse della Santa Sede, inviò nel 1323 altre missive, stavolta rivolte alle principali città della Lega anseatica, nelle quali offriva libero accesso ai propri domini a uomini di ogni classe sociale e professione, dai nobili ai cavalieri, dai commercianti agli agricoltori. A tutti prometteva condizioni lavorative uguali a quelle delle terre di provenienza. Come trapela chiaramente dai toni, questa politica di accoglienza rispondeva al proposito di presentare la Lituania agli occhi dell'Europa come una realtà stabile e desiderosa di far crescere la propria economia. La consapevolezza del fatto che l'isolamento dei baltici non potesse durare per sempre viene ritenuto da Eric Christiansen un grande merito: Gediminas intuì che il processo di crescita del Granducato doveva passare da una politica di apertura dei canali diplomatici con l'estero. Allo scopo di garantire la pace per la propria terra, egli si lasciò ancora una volta andare a false e vaghe promesse di conversione, tornando a sottolineare come l'aggressività degli ordini cristiani stesse spingendo i Lituani a rigettare il cattolicesimo. Nonostante le ostilità sul fronte stessero proseguendo anche per colpa dello stesso Gediminas, il 10 agosto 1323 vari ordini religiosi, i legati pontifici di Riga e l'Ordine di Livonia si riunirono per discutere della proposta di tregua che il lituano aveva avanzato nelle proprie lettere e per discutere della credibilità delle promesse di conversione in esse contenute. Per sciogliere il dubbio, si scelse di inviare degli emissari in Lituania a settembre; questi furono accolti cordialmente da Gediminas e gli sentirono dire che «Dio sa quel che vuole il mio cuore», esternazione sibillina che non contribuì a chiarire i suoi reali intenti.

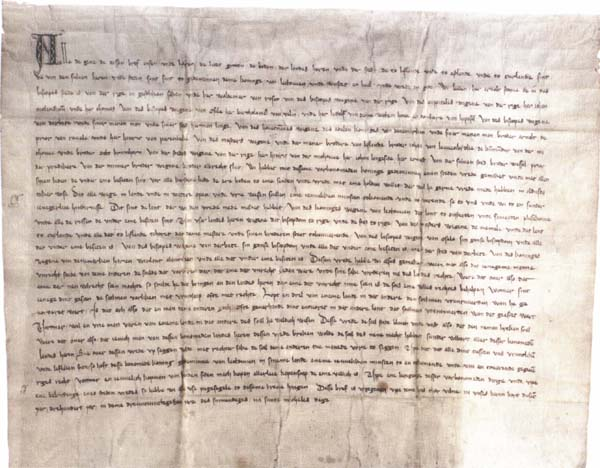
L'accordo di pace tra Gediminas e l'Ordine di Livonia del 2 ottobre 1323

A seguito di questi eventi, Gediminas restò in attesa di conoscere le intenzioni della controparte, sperando ovviamente in un trattato quanto più vantaggioso possibile. Il 2 ottobre 1323, verosimilmente su pressione di Roma, che seguiva attentamente gli sviluppi relativi a un'ipotetica conversione, venne infine suggellata a Vilnius una pace tra il Granducato e l'Ordine di Livonia. La tattica intrapresa dal granduca offre un quadro della situazione religiosa dell'epoca, in quanto conferma che l'elemento pagano fosse ancora assai influente in Lituania, tanto da spingere il sovrano a non inimicarsi i sudditi. Secondo l'interpretazione dello storico canadese Andres Kasekamp, pur essendo il potere saldamente in mano ai pagani, i cristiani ortodossi in Lituania erano diventati almeno il doppio rispetto ai primi.
L'accordo di ottobre sanciva la cessazione dei combattimenti tra la Lituania e la Terra Mariana per i successivi quattro anni; si precisava inoltre che per la definitiva entrata in vigore occorreva la ratifica del papa. I Cavalieri teutonici intervennero nella vicenda e ribadirono con insistenza l'intenzione di battezzare essi stessi Gediminas: nel 1324, quando questi rifiutò, essi lo attaccarono, ritenendo che il trattato dell'ottobre del 1323 vincolasse soltanto l'Ordine di Livonia. Sempre per ripicca, Werner von Orseln, Gran maestro teutonico, ordinò di imprigionare e talvolta uccidere i messaggeri inviati da Gediminas verso il mondo cristiano, distruggendo le lettere che portavano con sé o rimuovendovi il sigillo reale. Questo gesto, unito alle rappresaglie militari e alla scelta compiuta dai teutonici di siglare un'alleanza con il Principato di Novgorod, ostile alla Lituania, intendeva spingere Gediminas a rompere apertamente il trattato. Pur essendosi rivolto ai cofirmatari perché ponessero fine alle aggressioni, le procedure di ratifica avanzarono con estrema lentezza e il granduca fu costretto a sopportare le angherie fino all'agosto del 1324, quando il papa ratificò finalmente l'accordo. A ottobre, il legato pontificio, giunto a Riga, estese la validità del patto a tutti e due gli ordini cavallereschi. Nel novembre dello stesso anno, i legati della Santa Sede arrivarono a Vilnius, convinti di poter procedere all'esecuzione del battesimo in tempi rapidi, ma quando incontrarono Gediminas questi dichiarò, alla presenza di una ventina di nobili giunti da varie regioni del Granducato, che egli non aveva mai espresso un simile desiderio e che, piuttosto, preferiva farsi ungere dal Diavolo. Criticando i delegati stranieri in quanto rappresentanti di una fede che agiva in maniera irrispettosa e bellicosa verso i pagani, egli si assicurò che la cerchia di aristocratici presenti potesse comprendere di persona le sue reali intenzioni, ovvero di non convertirsi. Al contempo comunicò agli emissari, in parte nella stessa sede e in parte più tardi tramite delle lettere, che desiderava prolungare la pace con i cristiani, che rispettava il ruolo del Santo Padre e che ormai le condizioni per un ipotetico battesimo erano svanite. Alla fine, nonostante tutte le vicissitudini, la validità del trattato venne confermata e rimase in essere fino al 1328-1329, quando i crociati ripresero a compiere nuove incursioni. Nel gennaio del 1325, due abati cistercensi testimoniarono comunque che nel frattempo Gediminas aveva ucciso o ridotto in schiavitù più di 8 000 cristiani localizzati nel Granducato o nelle immediate vicinanze.
Analizzando le lettere, lo storico Eric Christiansen ha affermato di non credere che il sovrano abbia mai avuto la reale intenzione di abbracciare il cristianesimo e ha giudicato le sue mosse il frutto di un'oculata tattica diplomatica. Qualora la conversione si fosse realizzata, egli avrebbe perso il sostegno degli abitanti della Samogizia e dell'Aukštaitija, estremamente legati alle tradizioni religiose baltiche, così come dei Rus' ortodossi; questi ultimi giunsero a minacciare Gediminas di morte se si fosse battezzato. La strategia del granduca si basava sulla necessità di ottenere il sostegno del papato e di altre potenze occidentali nel conflitto contro l'Ordine teutonico, garantendo libertà di culto ai cattolici che si trovavano nel suo regno e fingendo di essere devoto alla religione cristiana. Alla stessa opinione si è accodato Claudio Carpini, il quale ha ritenuto che la politica di «bilanciamento dinamico» attuata da Gediminas passasse dal bisogno di dimostrarsi ora vicino alla Chiesa ortodossa ora a quella cattolica «a seconda del momento, consapevole che la posta in gioco era la sopravvivenza stessa del Granducato».

#### Politica diplomatica e militare

##### In Occidente

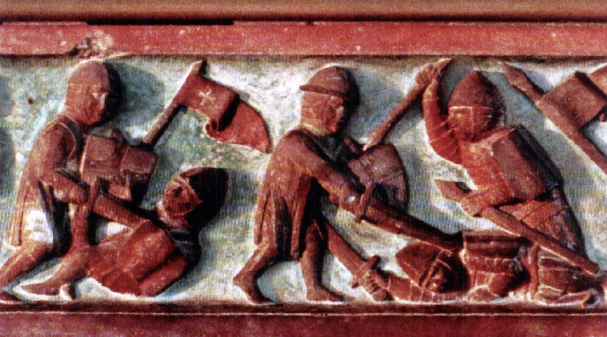
Lituani combattono i Cavalieri teutonici in un bassorilievo del XIV secolo del castello di Malbork

La Lituania era oggetto del desiderio tanto dei Cavalieri teutonici, quanto del mondo ortodosso e del patriarcato di Mosca. I primi volevano assoggettarla per congiungere i territori posseduti in Terra Mariana, che corrispondeva alla regione storico-geografica della Livonia e che risulta attualmente compresa nei confini delle odierne Lettonia ed Estonia, con quelli amministrati in Prussia. Questi ultimi territori, facenti parte dello Stato monastico dei Cavalieri Teutonici, comprendevano grosso modo la Polonia orientale costiera e l'Oblast' di Kaliningrad, oggi Russia. Il patriarcato di Mosca sperava invece di estendere la propria autorità sui sudditi del Granducato di lingua russa, uno scenario ben noto a Gediminas. Il sovrano lituano era certo che i duchi ortodossi suoi sudditi gli avrebbero prestato immediato soccorso militare contro le aggressioni teutoniche. Tuttavia, sarebbe stato irrealistico ipotizzare che ciò sarebbe bastato a cambiare l'esito della lunga guerra in corso con i nemici occidentali della Lituania, in quanto questi ultimi si dimostrarono a più riprese disposti a investire risorse ingentissime pur di soggiogare la Lituania.
Mentre manteneva canali diplomatici con gli abitanti di Riga, non soddisfatti del governo esercitato sulla loro città dall'Ordine di Livonia, e con la Santa Sede, nell'estate del 1323 Gediminas si adoperò sul piano militare, scatenando un attacco diversivo verso il Ducato di Estonia e dirigendo il grosso delle truppe fino alla foce del fiume Nemunas. In quel frangente, Gediminas riuscì a impossessarsi della roccaforte cristiana di Memel, oltre a spingersi in cerca di ricchezze in Sambia, anch'essa in mano teutonica, e nella Terra di Dobrzyń, su cui governava il duca di Masovia. L'attacco a quest'ultima regione perseguiva uno scopo ulteriore e avvenne forse su sollecito di Venceslao di Płock, marito di una figlia di Gediminas, Elisabetta, e interessato, allo stesso modo del sovrano lituano, a inserirsi nella lotta in corso per la supremazia sull'area. In virtù delle numerose perdite subite dai crociati, da Christiansen stimate tra morti e prigionieri in 20 000 unità, gli ordini cavallereschi furono costretti a intavolare quelle trattative che avrebbero infine portato alla pace dell'ottobre del 1323.
Gediminas si rese conto che era opportuno raggiungere una distensione dei rapporti anche con un'altra potenza situata a ridosso dei suoi confini, ovvero la Polonia. Per questo motivo, tra il 1325 e il 1328 strinse relazioni cordiali con il re Ladislao I, suggellando la tregua grazie al matrimonio di sua figlia Aldona, appena battezzatasi, con il figlio di Ladislao, Casimiro III. Quando Werner von Orseln, l'energico Gran maestro dell'Ordine teutonico, riuscì a convincere Roma a proclamare una nuova crociata contro i pagani nel 1325, finì per violare la pace lituano-livoniana del 1323 che era stata estesa anche al suo Stato. La coalizione polacco-lituana appena costituitasi sferrò nel 1326 un'incursione nella Marca di Brandeburgo e in Masovia, due terre bramate dalla corona polacca e ritenute ree di aver stretto rapporti di cooperazione con i Cavalieri teutonici, riportando a casa un grande bottino e numerosi prigionieri.
La situazione geopolitica si complicò verso il 1328 (o 1329), quando gli abitanti di Riga insorsero contro i Cavalieri di Livonia per via delle limitazioni imposte nei commerci verso la Rus' e la Lituania; essi sollecitarono Gediminas a intervenire affinché li aiutasse a scacciare i loro signori. Il sovrano lituano accolse le richieste di aiuto e imperversò con le sue truppe nelle zone interne della Terra Mariana, costringendo il Gran maestro di Livonia, Eberhard von Monheim, alla controffensiva avvalendosi dell'assistenza di Giovanni I di Boemia. Quest'ultimo, che aveva deciso di partecipare alla crociata contro i pagani, nel febbraio del 1329 riuscì a prevalere sui suoi nemici a Medvėgalis, nel Granducato, convertendo in quel frangente 6000 lituani al cristianesimo; tuttavia, essi tornarono ad abbracciare il vecchio credo quando il boemo se ne andò. Nel mese successivo, il Gran maestro cinse d'assedio la ribelle Riga e la costrinse alla resa nel marzo del 1329 (o del 1330). I cittadini furono costretti a rompere ogni legame con il Granducato e ad accettare la presenza di una guarnigione teutonica di stanza in città. Il supporto esterno di Gediminas alla rivolta di Riga contro il clero e l'Ordine di Livonia costò la rottura dei rapporti pacifici tessuti negli anni precedenti con l'arcidiocesi della città. Più tardi, nel settembre del 1330, Gediminas approfittò della guerra polacco-teutonica in corso e scatenò un grande attacco in direzione della Prussia meridionale. Benché questa campagna li avesse avvantaggiati, i soldati polacchi raggiunsero quelli lituani soltanto in un secondo momento, suscitando l'ira di Gediminas, il quale si aspettava il loro pronto supporto. Nel 1331, gli scontri tra i crociati e i guerrieri baltici ricominciarono, trascinandosi in Samogizia, ovvero la regione che i cristiani intendevano conquistare, fino al 1334.

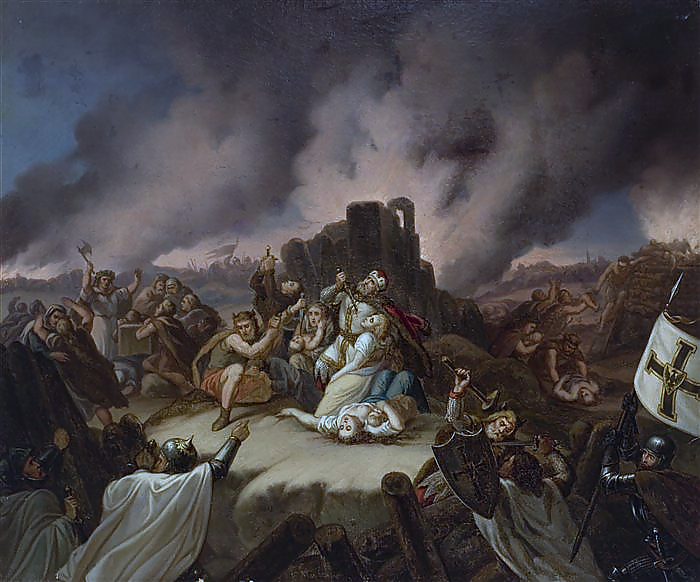
Il duca Margiris difende Pilėnai dall'Ordine teutonico in un'opera di Władysław Majeranowski (1817-1874). L'episodio del suicidio di massa dei lituani fu romanzato in chiave patriottica durante il risveglio nazionale, nell'Ottocento.

Il fallimento della strategia di compromesso in ambito religioso di Gediminas e la fragilità della Polonia, provata dalla guerra con i teutonici che si era protratta fino al 1332 e vincolata al rispetto di una tregua fortemente richiesta da Casimiro III, spinsero lo Stato monastico a sfruttare il momento favorevole. Così, nel 1336, fu proclamata una nuova crociata a cui aderirono diversi sostenitori dall'Europa occidentale e che arrecò seri danni al Granducato. Constatata l'impossibilità di arrestare l'offensiva del nemico, i soldati lituani posti a difesa dell'importante presidio di Pilėnai preferirono suicidarsi in massa pur di non arrendersi. Il rigido inverno rese impossibile proseguire i combattimenti, ma nella primavera del 1337 il duca Enrico XIV di Baviera, uno dei partecipanti stranieri alla crociata, supervisionò la costruzione di un castello sulle rive del fiume Nemunas, che prese in suo onore il nome di Bayerburg (tradizionalmente identificata con Raudonė) e che fu realizzato in sole tre settimane. I teutonici riponevano grandi speranze in questa struttura per la sua posizione strategica e, pertanto, Gediminas si lanciò subito contro la roccaforte per tentare di espugnarla, ma venne respinto. Il duca di Trakai, suo alleato nei combattimenti, perse la vita in quel frangente. Nel 1338, qualche mese dopo la sconfitta lituana riportata nella battaglia di Galialaukė, fu stipulata una tregua decennale con l'Ordine di Livonia. Pur non arrestando definitivamente le ostilità, in quanto alcuni combattimenti su scala minore si trascinarono fino alla morte di Gediminas, la pace temporanea pose un freno a operazioni su larga scala come quella del 1336.

##### In Oriente

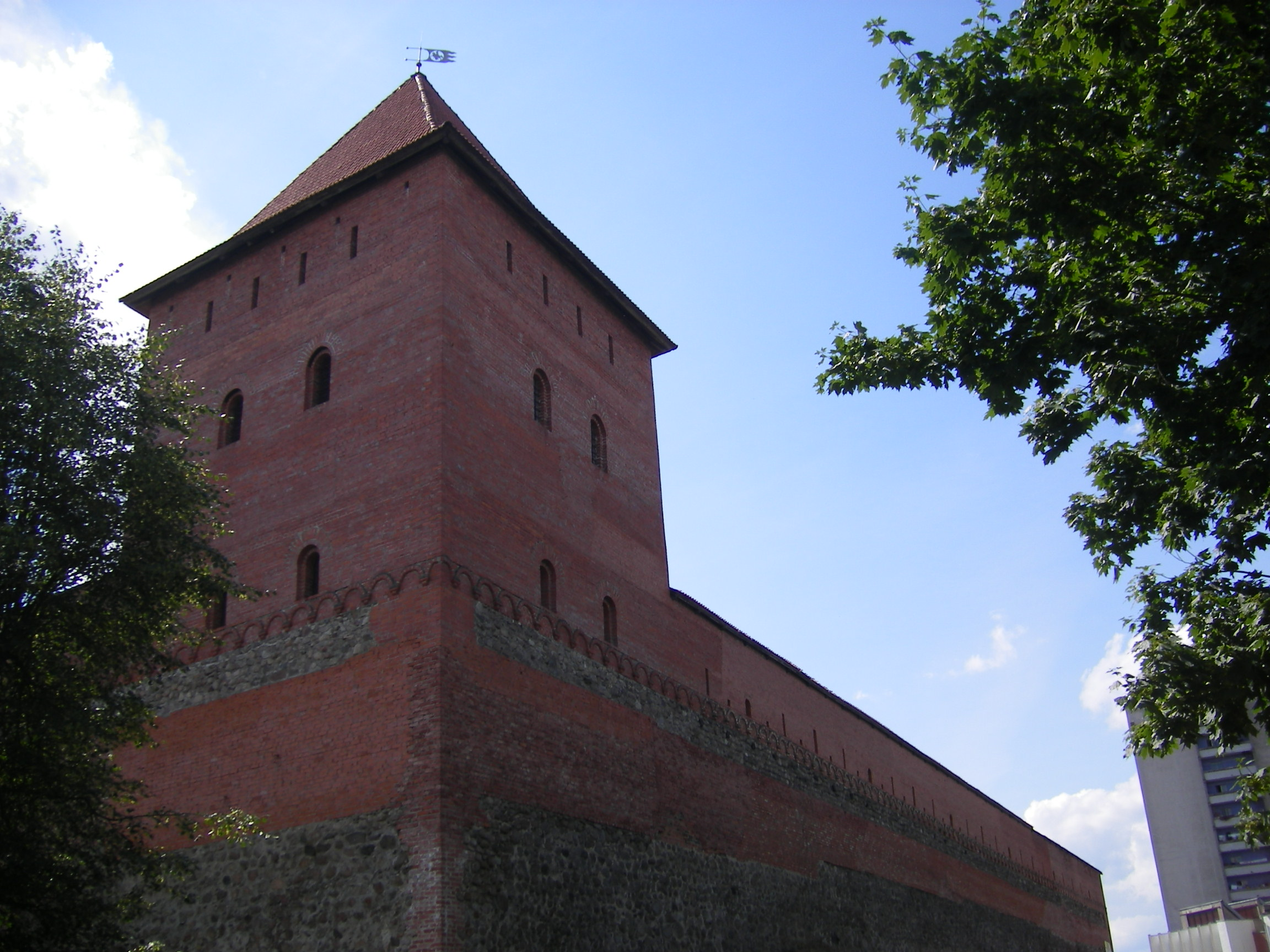
Castello di Gediminas a Lida (ricostruzione)

Mentre contrastava i nemici a nord e a ovest, Gediminas proseguì con le campagne di espansione nei principati slavi situati più a sud e a est, già indeboliti da conflitti interni. Al contempo, continuò a combinare matrimoni strategici tra i suoi figli e le sue figlie con principi o principesse orientali; rientrano in questa categoria le nozze celebrate dai suoi figli Algirdas e Liubartas a Vicebsk e a Volodymyr, rispettivamente. Dopo aver sconfitto a 23 km a sud-ovest di Kiev il principe locale Stanislao e i suoi alleati nella battaglia sul fiume Irpin', Gediminas espugnò Belgorod, Minsk, Vicebsk, Navahrudak, Perejaslav, Ovruč, Žytomyr e cinse d'assedio l'odierna capitale ucraina nel 1323 per un mese, lasciandola, dopo la vittoria, in gestione a suo fratello Teodoro. Grazie a queste conquiste e all'imposizione di tributi ad alcune città vassalle, il Granducato riuscì a esercitare una certa ingerenza nelle vicende di Kiev anche negli anni 1330, giungendo quasi fino alle coste del mar Nero. Al contrario delle ben documentate lotte con i cristiani, è difficile seguire con precisione le successive campagne militari verso est, considerata la penuria di fonti, la contraddittorietà e l'incertezza delle date di ogni evento saliente, specie tra il 1325 e il 1340. Tra le poche informazioni certe, si segnalano la conquista del Principato di Turov e Pinsk, che si sviluppava nel bacino del fiume Pryp"jat', e l'annessione della Podlachia, una regione compresa nell'orbita del Principato di Galizia-Volinia. È possibile che, in un certo qual modo, quest'ultima acquisizione fosse legata al già citato matrimonio di Liubartas con una principessa della Volinia, funzionale a creare una più stretta connessione tra la Lituania e la terra di provenienza della nobildonna. Le guerre di successione della Galizia-Volinia esplosero nel 1340 e spinsero tutte le potenze confinanti, inclusa la Lituania, ad avanzare un qualche pretesto per intervenire nel conflitto e approfittare delle difficoltà del principato, lacerato dalle dispute intestine.
Riguardo ad altri principati orientali, Gediminas mantenne cordiali e pacifiche relazioni con il Principato di Tver', rapporti che proseguirono anche nel secolo immediatamente successivo. Nel 1320, concesse sua figlia Maria a Demetrio di Tver', con il matrimonio che ebbe luogo subito dopo la morte di Michail Jaroslavič, padre dello sposo. Tver', ancor più della Lituania, confidava nel supporto strategico della controparte, essendo in lotta con il Granducato di Mosca per la supremazia politica e militare nella Russia (emblematico è il caso della rivolta del 1327). Al contempo i baltici cercarono di preservare buoni legami con Mosca; rientrò in quest'ottica il matrimonio celebrato nel 1333 tra Anastasia, figlia di Gediminas, e Simeone di Russia. La rivalità tra Vilnius e Mosca appariva tuttavia troppo accesa perché potesse essere appianata esclusivamente con un matrimonio: tale lettura spiegherebbe come mai, già nel 1335, emersero dei conflitti. La prospettiva di un'eventuale collaborazione tra il granduca di Lituania e l'omologo della Moscovia è destinata a rimanere, appunto, soltanto un'ipotesi, in quanto nessuno dei figli di Anastasia e Simeone sopravvisse all'infanzia. Un simile scenario, che per ovvi motivi Gediminas non avrebbe potuto prevedere, rese poco proficuo, nel medio e lungo termine, il risultato delle nozze. Anelando alla possibilità di diventare indipendente da Novgorod, Pskov trovò un alleato nella Lituania, che governò di fatto la città dal 1329 al 1337 insediando un suo protetto, il deposto principe di Vladimir Alessandro I di Tver'. Non mancò di unirsi al novero dei sostenitori di Vilnius il Principato di Smolensk, considerando che la sua guida, Ivan Aleksandrovič, aveva ben compreso la necessità di preservare la pace per far proseguire i redditizi scambi commerciali che, tramite la Dvina occidentale, portavano a Riga e ad altri porti situati sulle coste baltiche.

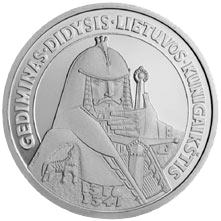
La moneta commemorativa dal valore di 50 litas realizzata in onore di Gediminas nel 1996

Va infine segnalata l'ondivaga evoluzione dei rapporti diplomatici con un'altra grande potenza dell'estrema Europa orientale: l'Orda d'Oro. Nel 1319 Gediminas si avvalse contro l'Ordine teutonico del supporto dei Tartari, che l'anno successivo furono, al contrario, suoi avversari quando ingaggiò battaglia in Galizia-Volinia. Nel 1324, la visita di alcuni emissari del gran khan Uzbek a Vilnius lascia intendere come le relazioni fossero distese. In un primo momento, il khan non intervenne a seguito delle conquiste effettuate da Gediminas nel territorio della vecchia Rus' di Kiev, limitandosi a continuare a esigere il pagamento dei tributi a quelle città che, pur essendo state espugnate dai baltici, erano ritenute ancora vincolate dai precedenti impegni. La riscossione avveniva per mezzo dell'intervento di funzionari tartari che agivano in veste di esattori delle tasse, i basqaq. Dal canto suo, il Granducato tollerò questa situazione e non interferì. Le condizioni mutarono nel 1333, anno in cui i Tartari scatenarono una campagna militare contro la Rus' orientale diretta contro Smolensk, come detto sostenitrice di Gediminas; pur non riuscendo a saccheggiarla, ne devastarono i dintorni facendo vari prigionieri. All'aggressione avevano partecipato anche combattenti moscoviti, malgrado non fosse intervenuto direttamente il principe Ivan I, il quale giunse soltanto nel 1338 nel territorio dell'Orda d'Oro, forse per rinsaldare il suo legame con un nemico di Gediminas. Nel 1339 i Tartari attaccarono Tver' e, con la scusa di voler convocare il principe nella capitale Saraj, gli tesero un agguato assassinandolo, verosimilmente per lanciare un monito a Gediminas e intimarlo a non interferire più con le terre vicine all'Orda d'Oro. Forti del supporto delle truppe giunte da Mosca e da altre città russe, i Tartari si lanciarono nuovamente all'assalto di Smolensk, conclusosi ancora una volta con una loro sconfitta. Malgrado questi screzi, nel 1340 i rapporti si distesero e Gediminas poté concentrarsi su altre questioni politiche importanti.

#### Politica interna

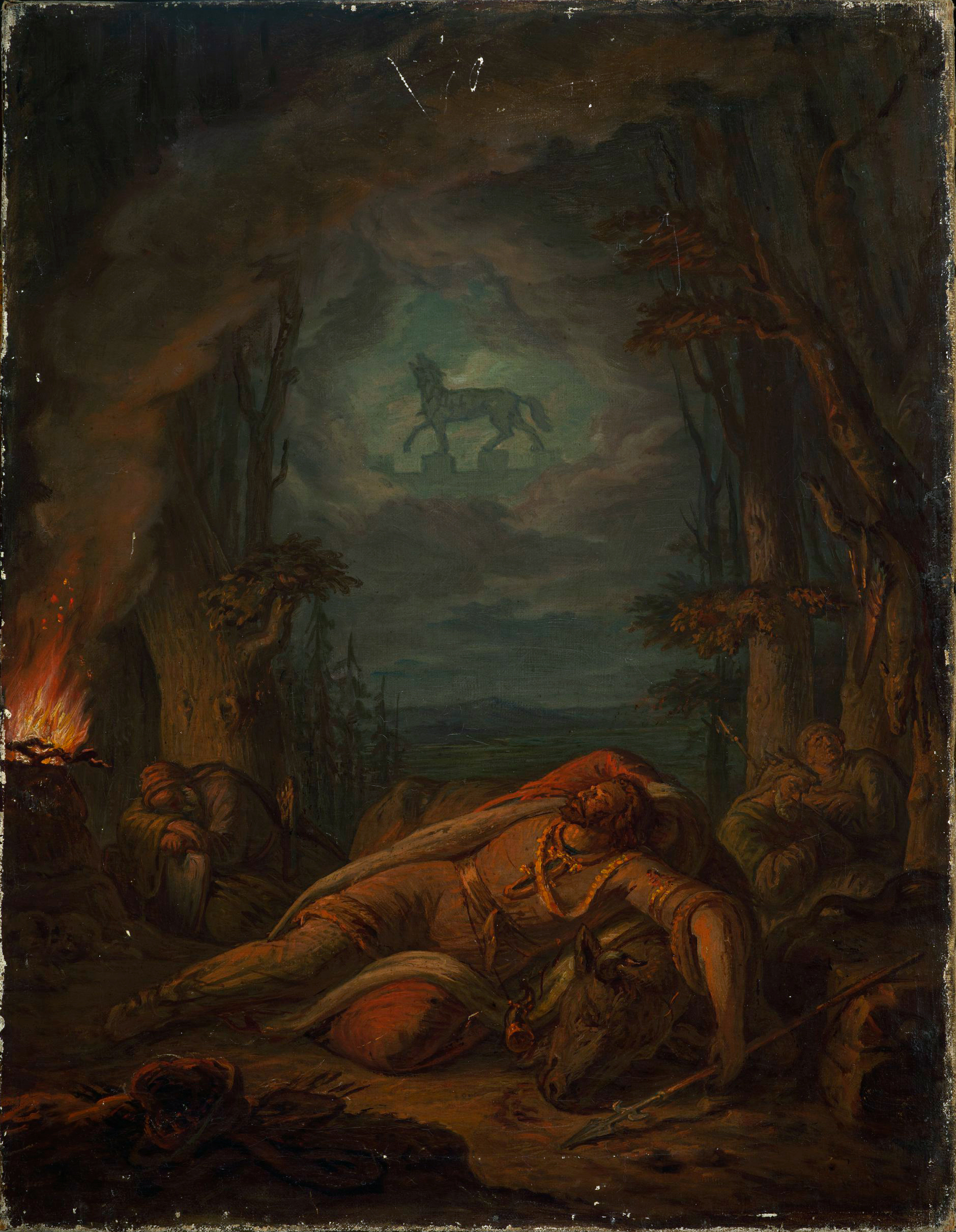
Il sogno di Gediminas sul lupo di ferro in una tela del 1835 di Aleksander Lesser. Museo nazionale di Varsavia, Polonia

Le scelte di politica interna di Gediminas, altrettanto articolate quanto quelle relative agli affari esteri, si estrinsecarono in più settori, riguardando il miglioramento dell'efficienza dell'esercito lituano in combattimento, l'adozione di un atteggiamento di tolleranza verso il clero cattolico e ortodosso presente nel suo territorio, la costituzione di un migliore apparato amministrativo, lo sviluppo e l'ammodernamento delle pratiche agricole e la costruzione di postazioni difensive ai confini dei suoi domini e nelle città principali, tra cui Vilnius. Sin dal suo insediamento, si circondò di un consiglio che lo guidava nel processo decisionale e in quello legislativo.
In campo economico si deve ricordare la sua iniziativa di aprire i confini ai commercianti e ai professionisti di vario genere. Richiamare venditori da ogni angolo d'Europa attirò anche comunità ebraiche, le quali prosperarono particolarmente durante il suo governo. Due accordi siglati nel 1323 e nel 1338 con l'Ordine di Livonia, con il quale era condiviso il desiderio creare rotte sicure dall'attacco dei banditi, garantirono il diritto di transito ai commercianti di fede pagana e cristiana lungo un grosso asse che da una parte includeva le città della Lega anseatica e la moderna Lettonia, dall'altra comprendeva la Lituania e alcuni insediamenti della Rus' occidentale, ovvero Polack e Vicebsk. Nel novembre del 1338, fu stipulata un'intesa simile tra la Lituania e il Principato di Smolensk. Nonostante le iniziative intraprese in ambito economico, durante l'amministrazione di Gediminas il Granducato continuò a non disporre di una propria valuta, con gli scambi che avvenivano per mezzo della cosiddetta moneta lunga (in lituano Lietuviškas ilgasis), un sottile lingotto d'argento che all'epoca presentava un taglio triplice sulla parte superiore e pesava 108 o 196,2 grammi.
Per quanto concerne la capitale del Granducato, egli la trasferì dapprima nella città di Trakai, di recente edificazione, spostandola una seconda volta in modo permanente a Vilnius dopo il 1320. L'odierna capitale lituana viene menzionata per la prima volta in documenti scritti nel gennaio del 1323. Secondo una leggenda, durante una battuta di caccia Gediminas sognò un lupo fatto di ferro che si trovava su una collina e ululava in modo strano, quasi pareva migliaia di lupi stessero facendo con lui lo stesso verso in contemporanea. Egli rivelò la sua visione al suo sacerdote, Lizdeika, e questi gli disse che il sogno andava interpretato come un segno del fatto che andasse costruita una città nel punto esatto in cui il lupo ululava. Il granduca decise dunque di erigere una fortificazione sulla confluenza dei fiumi Vilnia e Neris, ovvero il luogo visto in sogno. Secondo Rowell, il nucleo della città originario era costituito dal castello di legno del sovrano, circondato da mura di pietra e da tutti gli edifici che permettevano di supplire alle esigenze della corte (uffici degli scribi, degli interpreti, ecc.).
Mentre permise alle comunità monastiche cattoliche di entrare nel Granducato e interagire con i propri fedeli e con gli stranieri di passaggio, punì senza ripensamenti ogni tentativo di conversione dei lituani pagani o volto a denigrare l'antico credo locale. In questo contesto si spiega l'esecuzione di due frati francescani giunti dalla Boemia di nome Ulrico e Martino intorno al 1339-1340, colpevoli di aver condannato in pubblico a più riprese le credenze lituane. Quando Gediminas ordinò loro di abiurare le loro prediche, essi rifiutarono e il sovrano li fece uccidere.

### Morte e successione

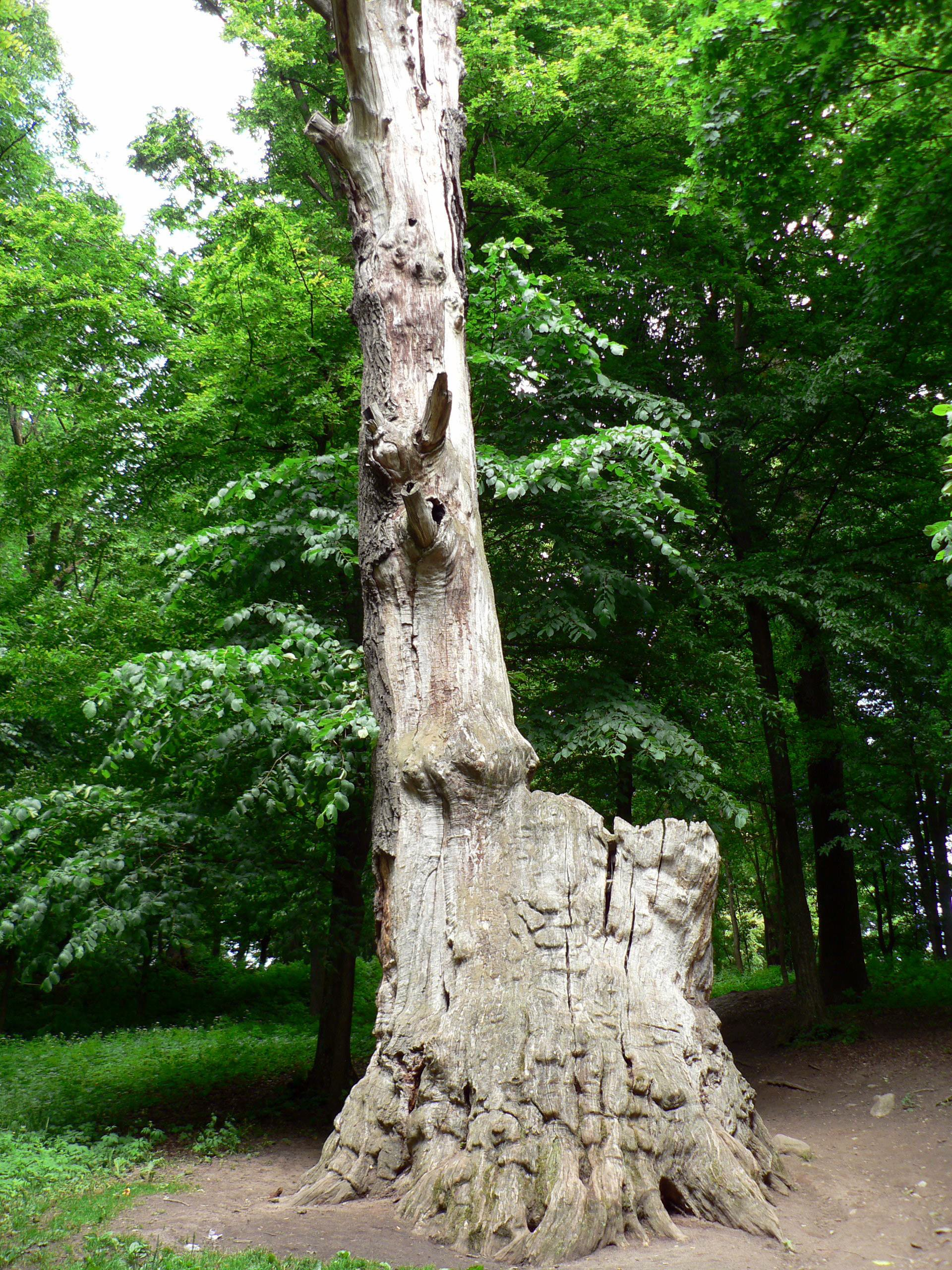
La quercia di Bayerburg (oggi Raudonė) sotto la quale Gediminas, secondo la tradizione, fu ferito a morte da un dardo di balestra

Sulla base delle fonti a disposizione, Gediminas morì nell'inverno tra 1341 e 1342. Nata sulla base di una confusione ascritta al cronista polacco Jan Długosz, una leggenda locale vuole invece che il sovrano fosse morto nel corso dell'assalto alla fortezza dei crociati di Bayerburg del 1337, colpito da un dardo che lo avrebbe trafitto mentre si trovava ai piedi di una quercia a ridosso della struttura difensiva. Tuttavia, considerando la sua scomparsa improvvisa dagli scritti crociati senza che sia menzionato un qualche scontro, è più verosimile desumere che non perì combattendo su un campo di battaglia. Di recente uno studioso lituano, Alvydas Nikžentaitis, ha ricondotto l'episodio della sopraccitata esecuzione dei frati Ulrico e Martino del 1339-1340, a un possibile complotto contro il granduca ordito da Giovanni I di Boemia. Stando all'autore, quando la prospettiva di conversione di Gediminas sfumò, Giovanni cospirò ed eliminò il sovrano con l'intento di far ricadere il dominio pagano entro l'area d'influenza della Boemia. Rowell ha definito questa ricostruzione «interessante», ma ha sottolineato come Giovanni si fosse unito alle guerre sante anche molto più lontano, in Spagna, e non si interessò davvero alla prospettiva di imporre la sua egemonia in territorio baltico.
Gediminas morì da pagano e come da tradizione, in occasione del suo funerale, si organizzò una sontuosa pira e furono compiuti dei sacrifici umani. Nella speranza di preservare quanto già posseduto e quanto conquistato in vita, Gediminas suddivise in punto di morte l'amministrazione delle varie aree del Granducato tra i suoi figli e cedette il ruolo di autorità centrale a Jaunutis. Così, sulla base del resoconto fornito dalle cronache lituane e dei legami di sangue forgiati dai vari Gediminidi, si è ricostruito che Manvydas ricevette Kernave e Slonim, Narimantas Pinsk, Algirdas Krėva e Vicebsk, Karijotas Navahrudak, Kęstutis Trakai e la Samogizia e infine Liubartas la Volinia. Nessuna menzione viene invece riservata dalle fonti a un eventuale lascito destinato alle figlie. Jaunutis non si dimostrò però in grado di controllare i disordini esplosi nel paese e andò incontro alla deposizione nel 1345 per opera dei suoi fratelli Algirdas e Kęstutis.

## Titolatura
In latino, il titolo di Gediminas veniva riportato per esteso come Gedeminne Dei gratia Letwinorum et multorum Ruthenorum rex, traducibile in "Gediminas, per grazia di Dio, re dei lituani e dei molti ruteni". Nelle sue lettere al papato del 1322 e 1323, egli aggiunge Princeps et Dux Semigalliae (Principe e duca di Semigallia). In lingua basso-tedesca il suffisso è Koningh van Lettowen, la versione corrispettiva della formula latina Rex Lethowyae (col significato entrambe di "Re di Lituania"). Il diritto di Gediminas di impiegare il termine rex, di cui il papato ne rivendicava la facoltà di concessione dal XIII secolo in poi, non fu universalmente riconosciuto dalle fonti cattoliche. Nelle missive di alcuni funzionari cristiani, il sovrano baltico è definito «regem sive ducem» ("Re o Duca"), mentre papa Giovanni XXII, in una lettera destinata al re di Francia, sembra biasimare Gediminas per via del suo ricorso a un titolo non assegnato dalla Santa Sede e lo etichetta come «colui che si definisce rex». Ciononostante, il papa adopera comunque la forma «rex» in una missiva diretta alla corte di Gediminas.

## Discendenza

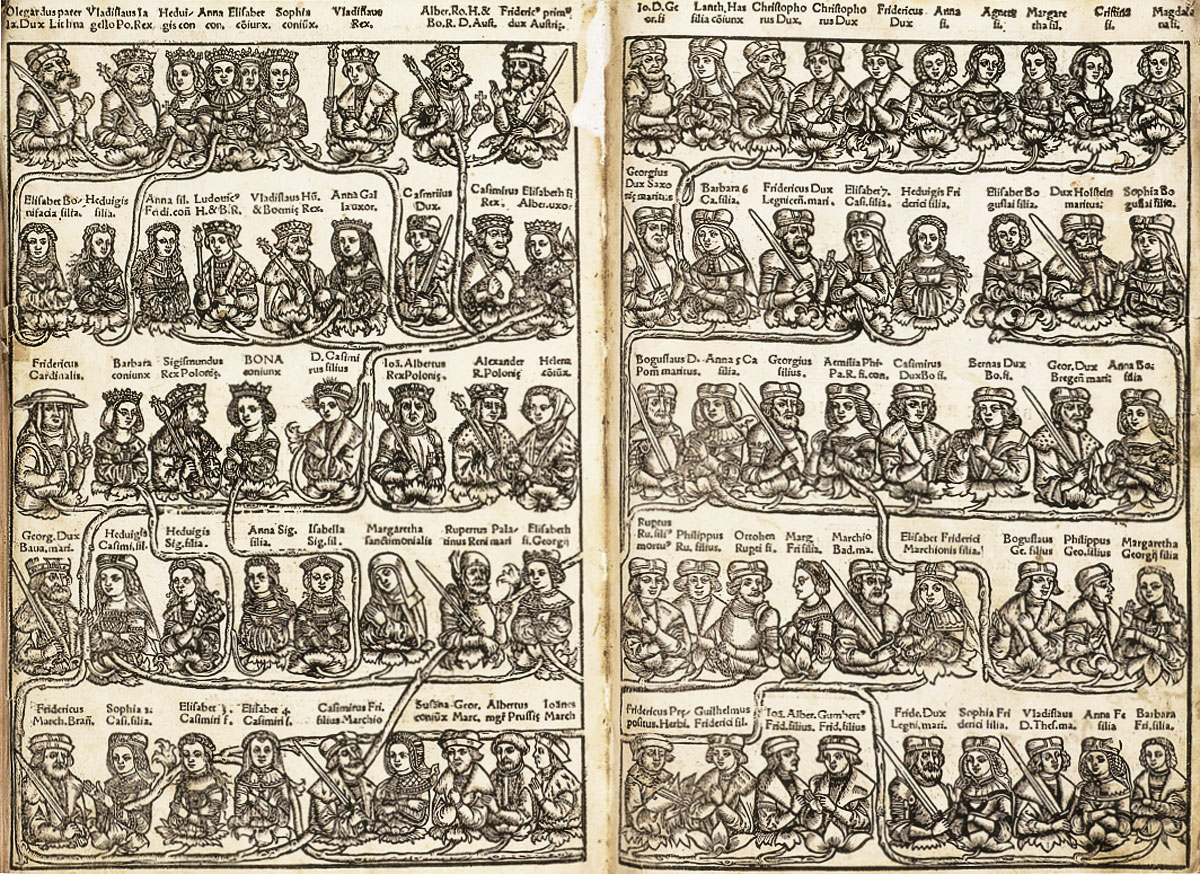
Gediminidi della dinastia jagellonica nel 1521

Non è chiaro quante mogli ebbe Gediminas, ma la Cronaca di Bychowiec ne menziona tre: Vida di Curlandia, Olga di Smolensk e Jewna di Polack, di fede ortodossa e morta nel 1344 o 1345. La maggioranza degli storici e delle opere di riferimento moderne afferma che la moglie di Gediminas fosse Jewna, in quanto si è ritenuto che l'eventuale matrimonio con una principessa orientale sarebbe stato certamente testimoniato da una qualche fonte.
La Jüngere Hochmeisterchronik, una cronaca della fine del XV secolo, è l'unica fonte a sostenere che Gediminas ebbe due mogli, una pagana e una ortodossa; nella stessa opera si afferma che Narimantas fosse un fratellastro di Algirdas. Esiste un filone di studiosi che ha dato credito a tale testimonianza, spiegando in tal modo la decisione di Gediminas, altrimenti incomprensibile, di nominare suo erede un figlio di mezzo, ovvero Jaunutis. Seguendo questa ricostruzione, Jaunutis andrebbe considerato quale il primogenito di Gediminas e della sua seconda moglie. Tuttavia, altri accademici, incluso Rowell, hanno giudicato l'ipotesi delle due sole consorti inattendibile.
Si ritiene che Gediminas abbia avuto sette figli e sei figlie, di cui qui di seguito viene riportato un albero genealogico.
|  |  |  |  |                                   |                                   |                                   |                                   |                                   |                                   |  |  |                                       |                                       |                                       |                                       |                                       |                                       |  |  |                                                             |                                                             |                                                             |                                                             |                                                             |                                                             | Gediminas (1276 circa-1341) granduca di Lituania |  |                                                              |                                                              |                                                              |                                                              |                                                              |                                                              |  |  |                                                            |                                                            |                                                            |                                                            |                                                            |                                                            |  |  |                              |                              |                              |                              |                              |                              |  |  |                               |                               |                               |                               |                               |                               |  |  |                         |                         |                         |                         |                         |                         |  |  |                               |                               |                               |                               |                               |                               |  |  |                                |                                |                                |                                |                                |                                |  |  |                             |                             |                             |                             |                             |                             |  |  |                                     |                                     |                                     |                                     |                                     |                                     |  |  |                                 |                                 |                                 |                                 |                                 |                                 |  |  |
|  |  |  |  |                                   |                                   |                                   |                                   |                                   |                                   |  |  |                                       |                                       |                                       |                                       |                                       |                                       |  |  |                                                             |                                                             |                                                             |                                                             |                                                             |                                                             |                                                  |  |                                                              |                                                              |                                                              |                                                              |                                                              |                                                              |  |  |                                                            |                                                            |                                                            |                                                            |                                                            |                                                            |  |  |                              |                              |                              |                              |                              |                              |  |  |                               |                               |                               |                               |                               |                               |  |  |                         |                         |                         |                         |                         |                         |  |  |                               |                               |                               |                               |                               |                               |  |  |                                |                                |                                |                                |                                |                                |  |  |                             |                             |                             |                             |                             |                             |  |  |                                     |                                     |                                     |                                     |                                     |                                     |  |  |                                 |                                 |                                 |                                 |                                 |                                 |  |  |
|  |  |  |  |                                   |                                   |                                   |                                   |                                   |                                   |  |  |                                       |                                       |                                       |                                       |                                       |                                       |  |  |                                                             |                                                             |                                                             |                                                             |                                                             |                                                             |                                                  |  |                                                              |                                                              |                                                              |                                                              |                                                              |                                                              |  |  |                                                            |                                                            |                                                            |                                                            |                                                            |                                                            |  |  |                              |                              |                              |                              |                              |                              |  |  |                               |                               |                               |                               |                               |                               |  |  |                         |                         |                         |                         |                         |                         |  |  |                               |                               |                               |                               |                               |                               |  |  |                                |                                |                                |                                |                                |                                |  |  |                             |                             |                             |                             |                             |                             |  |  |                                     |                                     |                                     |                                     |                                     |                                     |  |  |                                 |                                 |                                 |                                 |                                 |                                 |  |  |
|  |  |  |  | Manvydas duca di Kernavė e Slonim | Manvydas duca di Kernavė e Slonim | Manvydas duca di Kernavė e Slonim | Manvydas duca di Kernavė e Slonim | Manvydas duca di Kernavė e Slonim | Manvydas duca di Kernavė e Slonim |  |  | Narimantas principe di Polack e Pinsk | Narimantas principe di Polack e Pinsk | Narimantas principe di Polack e Pinsk | Narimantas principe di Polack e Pinsk | Narimantas principe di Polack e Pinsk | Narimantas principe di Polack e Pinsk |  |  | Algirdas duca di Vicebsk e granduca di Lituania (1345-1377) | Algirdas duca di Vicebsk e granduca di Lituania (1345-1377) | Algirdas duca di Vicebsk e granduca di Lituania (1345-1377) | Algirdas duca di Vicebsk e granduca di Lituania (1345-1377) | Algirdas duca di Vicebsk e granduca di Lituania (1345-1377) | Algirdas duca di Vicebsk e granduca di Lituania (1345-1377) |                                                  |  | Jaunutis granduca di Lituania (1341-1345) e duca di Zasłaŭje | Jaunutis granduca di Lituania (1341-1345) e duca di Zasłaŭje | Jaunutis granduca di Lituania (1341-1345) e duca di Zasłaŭje | Jaunutis granduca di Lituania (1341-1345) e duca di Zasłaŭje | Jaunutis granduca di Lituania (1341-1345) e duca di Zasłaŭje | Jaunutis granduca di Lituania (1341-1345) e duca di Zasłaŭje |  |  | Kęstutis duca di Trakai e granduca di Lituania (1381-1382) | Kęstutis duca di Trakai e granduca di Lituania (1381-1382) | Kęstutis duca di Trakai e granduca di Lituania (1381-1382) | Kęstutis duca di Trakai e granduca di Lituania (1381-1382) | Kęstutis duca di Trakai e granduca di Lituania (1381-1382) | Kęstutis duca di Trakai e granduca di Lituania (1381-1382) |  |  | Karijotas duca di Navahrudak | Karijotas duca di Navahrudak | Karijotas duca di Navahrudak | Karijotas duca di Navahrudak | Karijotas duca di Navahrudak | Karijotas duca di Navahrudak |  |  | Liubartas principe di Volinia | Liubartas principe di Volinia | Liubartas principe di Volinia | Liubartas principe di Volinia | Liubartas principe di Volinia | Liubartas principe di Volinia |  |  | Maria Demetrio di Tver' | Maria Demetrio di Tver' | Maria Demetrio di Tver' | Maria Demetrio di Tver' | Maria Demetrio di Tver' | Maria Demetrio di Tver' |  |  | Elisabetta Venceslao di Płock | Elisabetta Venceslao di Płock | Elisabetta Venceslao di Płock | Elisabetta Venceslao di Płock | Elisabetta Venceslao di Płock | Elisabetta Venceslao di Płock |  |  | Aldona Casimiro III di Polonia | Aldona Casimiro III di Polonia | Aldona Casimiro III di Polonia | Aldona Casimiro III di Polonia | Aldona Casimiro III di Polonia | Aldona Casimiro III di Polonia |  |  | Eufemia Jurij II di Galizia | Eufemia Jurij II di Galizia | Eufemia Jurij II di Galizia | Eufemia Jurij II di Galizia | Eufemia Jurij II di Galizia | Eufemia Jurij II di Galizia |  |  | Aigusta Anastasia Simeone di Russia | Aigusta Anastasia Simeone di Russia | Aigusta Anastasia Simeone di Russia | Aigusta Anastasia Simeone di Russia | Aigusta Anastasia Simeone di Russia | Aigusta Anastasia Simeone di Russia |  |  | ♀ Andrej Mstislavič di Kozel'sk | ♀ Andrej Mstislavič di Kozel'sk | ♀ Andrej Mstislavič di Kozel'sk | ♀ Andrej Mstislavič di Kozel'sk | ♀ Andrej Mstislavič di Kozel'sk | ♀ Andrej Mstislavič di Kozel'sk |  |  |

## Rilevanza storica
Il granduca consolidò il potere di una nuova dinastia lituana, quella dei Gediminidi, il cui ramo cadetto degli Jagelloni riuscì in seguito a ricoprire posizioni politiche di spicco nella Polonia, nell'Ungheria e nella Boemia. A Gediminas viene inoltre attribuito il merito di aver avviato, o quantomeno accelerato notevolmente in epoca posteriore al primo sovrano della Lituania unita Mindaugas (regnante dal 1230 circa al 1263), il processo di espansione del Granducato; per questo, in maniera un po' enfatica, viene talvolta definito il "vero" fondatore dello Stato.

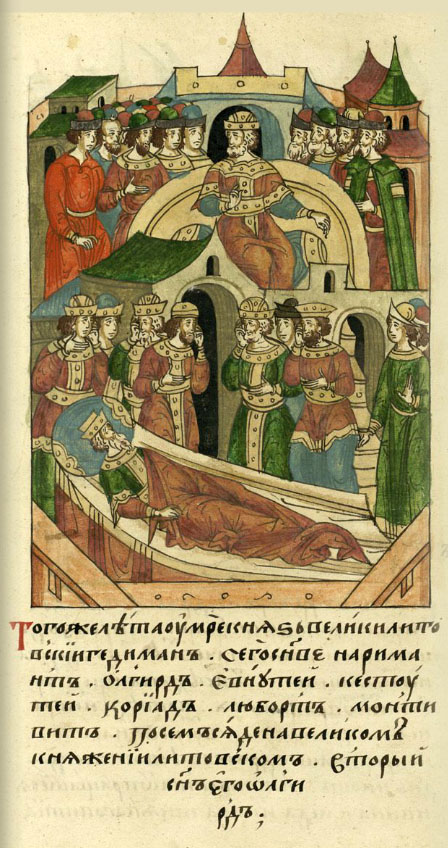
Gediminas, affiancato dai suoi figli, nei momenti finali della sua vita e durante il suo funerale in una doppia raffigurazione tratta dalla Cronaca illustrata di Ivan il Terribile

Altri autori hanno espresso giudizi più cauti, in quanto hanno osservato che, se da un lato le manovre del granduca permisero di acquisire vari territori a sud e a est, dall'altro stabilì delle consuetudini nei rapporti con il mondo cristiano e con gli ordini cavallereschi che avrebbero contribuito a portare allo scontro negli anni seguenti. La sua incapacità di superare il veto di quella fetta della nobiltà lituana che rifiutava di convertirsi al cristianesimo, ridusse probabilmente la portata delle sue riforme innovatrici e non risolse il problema dell'isolamento in Europa della Lituania, che veniva ancora ritenuta un territorio remoto. Tuttavia, secondo Claudio Carpini, fu addirittura un frate domenicano e suo influente consigliere a dissuaderlo dal convertirsi, ritenendo che i crociati non avrebbero tollerato lo scenario di una Lituania totalmente autonoma. Il coinvolgimento in guerre con la Polonia, l'Ungheria (nell'ambito delle guerre di Galizia-Volinia) e la Moscovia ebbe delle ripercussioni che i successori di Gediminas avrebbero a loro volta affrontato.
È da ricordare, tuttavia, che l'obiettivo principale che Gediminas si prefisse per tutta la vita e che raggiunse, fu di impedire agli ordini cristiani di sottomettere la Lituania. La sua politica di tolleranza religiosa portò allo sviluppo di un Paese multiculturale e multietnico; con particolare riferimento alla religione ortodossa, egli cercò di strumentalizzarla proponendosi come difensore di quella fede, nella speranza di rafforzare l'autorità lituana nelle terre orientali. Alla sua morte garantì alla Lituania il definitivo riconoscimento come Stato centralizzato e come temibile potenza militare, ma è innegabile che la sua espansione fu favorita dall'assimilazione di vari piccoli principati orientali avvenuta senza spargimenti di sangue, grazie a matrimoni combinati ben mirati, facendo leva sulla paura di un nemico comune, stringendo redditizi accordi commerciali e ricorrendo alla diplomazia.

## Influenza culturale
Il racconto della fondazione della capitale fu fonte di ispirazione per i poeti romantici, in particolare per Adam Mickiewicz, il quale riassunse in versi la storia nel quarto libro del suo Pan Tadeusz.
L'Ordine del granduca Gediminas (in lituano Lietuvos viijojo kunigaikščio Gedimino Ordino Karininko kryžius) deve il suo nome al sovrano medievale; istituito con una legge promulgata dal Parlamento lituano il 16 febbraio 1928, il riconoscimento viene assegnato a cittadini lituani che si sono distinti «per particolari meriti civili e nei confronti nell'Amministrazione» e la medaglia si compone delle colonne di Gediminas al centro e di varie linee stilizzate esterne.
Gediminas è raffigurato su un litas commemorativo d'argento emesso nel 1996 e il suo nome è stato assegnato a diverse infrastrutture in tutta la nazione, come ad esempio un ponte presso Kupiškis e una celebre strada di Vilnius, viale Gediminas. Una sua scultura, assieme a quella del nipote Vitoldo, è presente tra quelle realizzate nel monumento del 1862 dedicato al Millenario della Russia a Novgorod.
Il gruppo di musica folk lituano dei Kūlgrinda ha pubblicato un album nel 2009 intitolato Giesmės Valdovui Gediminui, che significa "Inni al re Gediminas".

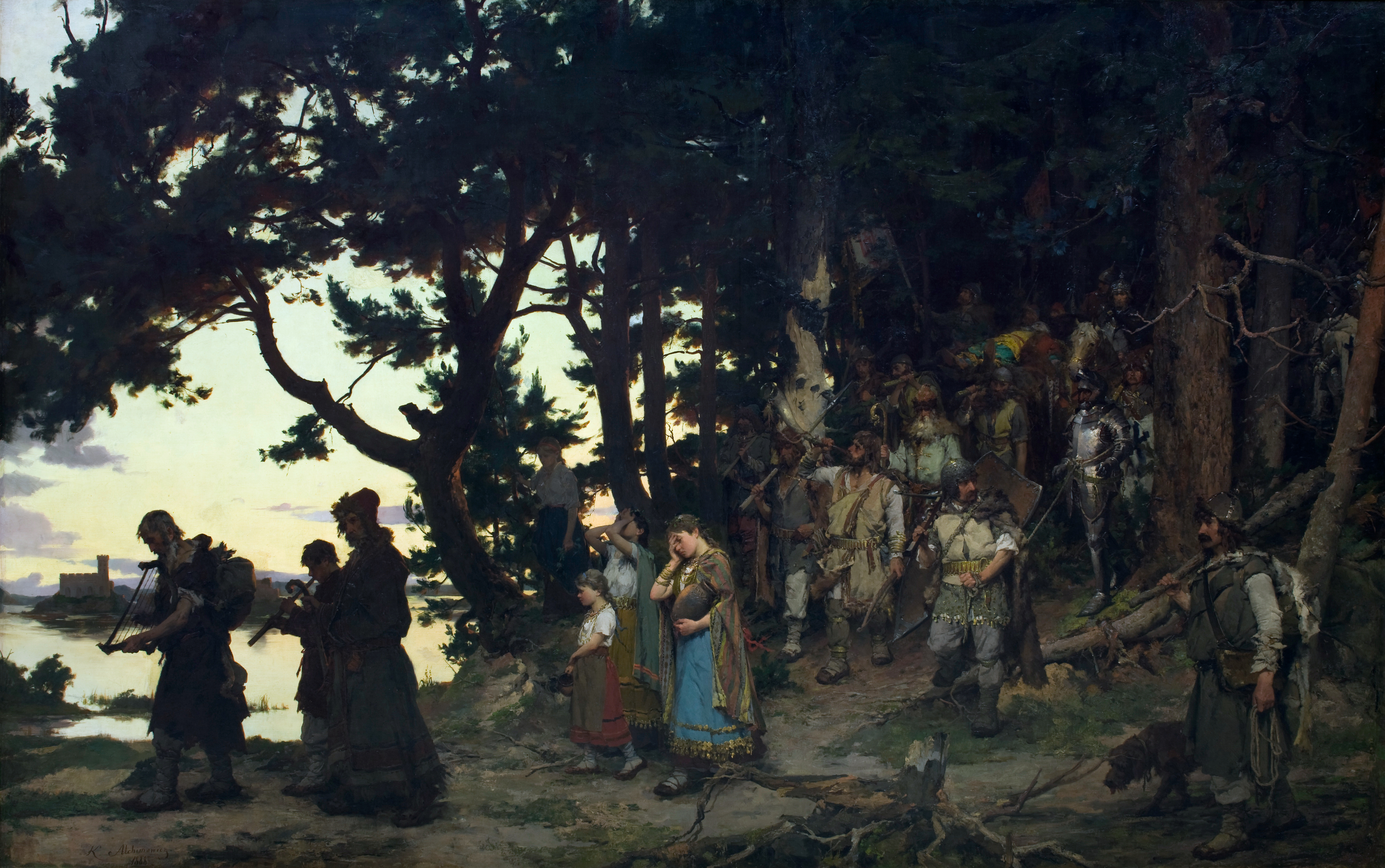
Il funerale di Gediminas, olio su tela di Kazimierz Alchimowicz (1888), Museo Nazionale di Cracovia
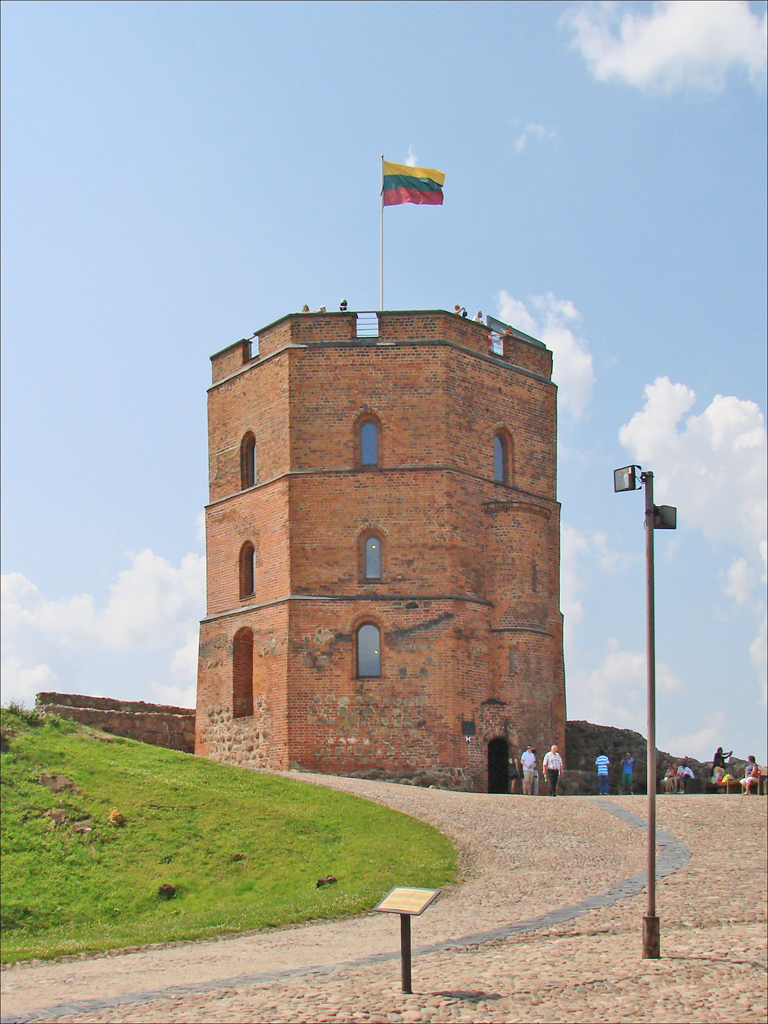
La torre di Gediminas, situata a Vilnius, deve il suo nome al fondatore della città, sebbene sia stata costruita molto più tardi
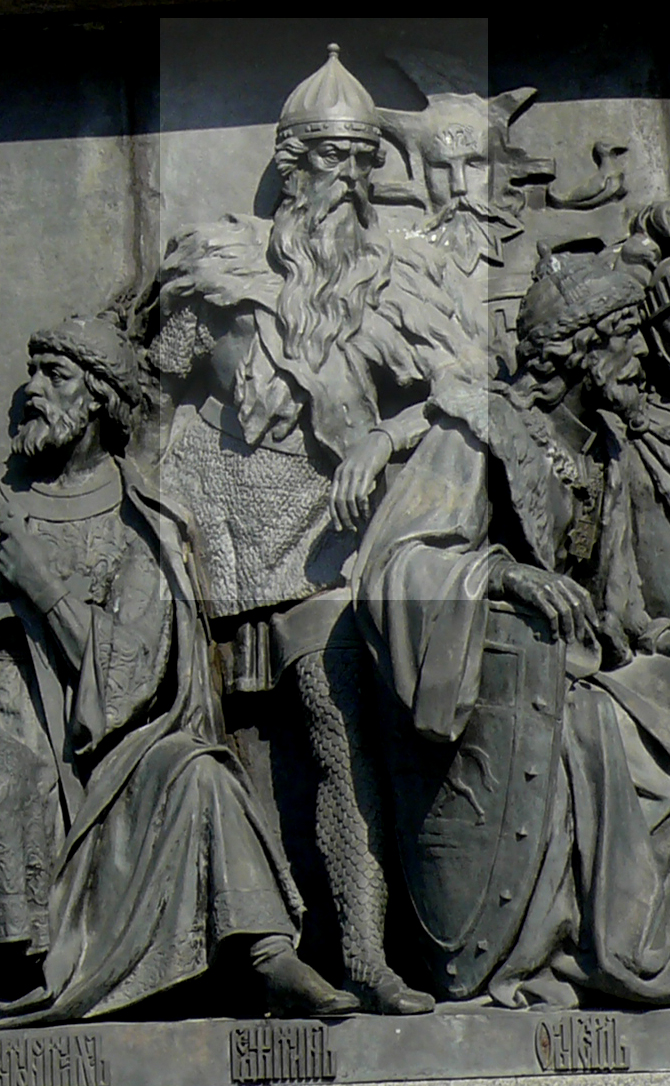
Scultura di Gediminas nel monumento del 1862 dedicato al Millenario della Russia a Novgorod

### In Bielorussia
Gediminas è ampiamente celebrato anche in Bielorussia, in quanto ritenuto una figura importante nella storia nazionale. Nel settembre 2019, è stato inaugurato un monumento a Gediminas a Lida. Esiste inoltre un viale chiamato Bulvar Hiedymina sempre a Lida, nonché svariati esercizi commerciali che recano il suo nome; è stata infine dedicata a Gediminas una tipologia di birra, ora non più in commercio, dal birrificio Lidskaje piva con sede a Lida.

### Esplicative
1. ↑  Si riporta un estratto della lettera in esame (Chartularium Lithuaniae res gestas magni ducis Gedeminne illustrans Archiviato il 18 dicembre 2021 in Internet Archive., pp. 114-115): 

(latino)
«Ista enim, pater reverende, vobis scripsimus, ut sciatis quare progenitores nostri in errore infidelitatis et incredulitatis decesserunt. Nunc autem, pater sancte et reverende, studiose supplicamus ut flebilem statum nostrum attendatis, quia parati sumus vobis, sicut ceteri reges christiani, in omnibus obedire et fidem catholicam recipere dummodo tortoribus predictis, videlicet magistro predicto et fratribus in nullo teneamur.»

(italiano)
«Infatti, Santo Padre, vi scriviamo queste cose affinché voi sappiate perché i nostri antenati sono morti nell'errore dell'infedeltà e della miscredenza. Ora però, Santo e Venerato Padre, chiediamo vivamente che voi rivolgiate la vostra attenzione sul nostro deplorevole stato, perché noi, come gli altri re cristiani, siamo pronti a obbedirvi in tutto e a ricevere la fede cristiana, a condizione che gli aggressori prima menzionati, cioè il [Gran] maestro e i fratelli [teutonici e livoniani], non ci opprimano in alcun modo.»
 Per un'analisi più approfondita di tutte le lettere di Gediminas, sia pur riportate in lingua inglese, si rinvia a Lituanus (1969) Archiviato il 4 luglio 2021 in Internet Archive.
2. ↑  Sin da quando fu costituito nel 1237, l'Ordine di Livonia risultava una branca dell'Ordine teutonico, ma ciò non gli impedì di esercitare, in maniera tutto sommato autonoma, la sua autorità sulla Terra Mariana, corrispondente grosso modo alla regione storico-geografica della Livonia. L'Ordine teutonico, invece, amministrava lo Stato monastico dei Cavalieri Teutonici, in Prussia.
3. ↑  Secondo Maciej Stryjkowski, questa figlia dal nome ignoto avrebbe sposato Davide di Hrodna, un comandante militare particolarmente fidato di Gediminas. Tuttavia, sulla base delle fonti oggi a disposizione quest'ipotesi è da ritenersi priva di fondamento: Rowell, p. 82.

### Bibliografiche
1. ↑   Gedimino, granduca di Lituania, in Treccani.it – Enciclopedie on line, Roma, Istituto dell'Enciclopedia Italiana. URL consultato il 9 ottobre 2024.
2. 1 2 3  Rowell, pp. 56, 63.
3. 1 2 3 4 5  Kiaupa, p. 111.
4. 1 2 3  Sužiedėlis, p. 323.
5. 1 2 3  Christiansen, p. 181.
6. 1 2 3 4 5  Rowell, pp. 53-55.
7. ↑  Kiaupa, pp. 111-112.
8. ↑  Rowell, pp. 54-55.
9. ↑  Rowell, p. 54.
10. 1 2 3 4 5  VLE.
11. ↑  Rowell, pp. 68, 72.
12. 1 2  Christiansen, p. 189.
13. ↑  Plakans, p. 64.
14. 1 2 3 4 5 6 7 8 9 10 11  Kiaupa, p. 114.
15. 1 2  Plakans, p. 51.
16. ↑  Plakans, p. 63, mappa 3.
17. ↑  Rowell, pp. 83-84.
18. 1 2 3 4 5 6 7 8 9  Sužiedėlis, p. 114.
19. 1 2  Janonienė et al., p. 68.
20. 1 2 3  Janonienė et al., p. 65.
21. 1 2  Rowell, p. 157.
22. 1 2 3  Rowell, pp. 157-158.
23. ↑  Rowell, p. 159.
24. ↑  Rowell, p. 188.
25. ↑  Rowell, p. 162.
26. ↑  Rowell, pp. 162, 165.
27. ↑  Christiansen, p. 182.
«[Q]uando nel novembre del 1324 gli emissari del papa gli chiesero finalmente di entrare a far parte della Chiesa, disse solamente "Che mi battezzi il Diavolo!". [...] La sua conversione imminente era stata un inganno, o meglio un'intelligente manovra diplomatica.»
28. 1 2 3 4 5 6  Christiansen, p. 182.
29. 1 2  Davies, pp. 39-40.
30. 1 2  Rowell, p. 196.
31. ↑  Rowell, pp. 195-196.
32. ↑  Carpini (2007), p. 74, nota 2.
33. ↑  Christiansen, pp. 181-182.
34. 1 2 3  O'Connor, p. 15.
35. ↑  Rowell, p. 210.
36. ↑  Rowell, pp. 210-211.
37. ↑  Rowell, p. 211.
38. ↑  Rowell, pp. 30, 211.
39. 1 2 3 4 5 6 7  Kiaupa, p. 115.
40. 1 2 3 4 5 6 7  Kiaupa, p. 117.
41. 1 2  Kasekamp, p. 24.
42. ↑  Rowell, pp. 189, 211-212.
43. ↑  Rowell, pp. 212, 214.
44. ↑  Christiansen, p. 190.
45. ↑  Rowell, p. 214.
46. 1 2 3  Rowell, p. 215.
47. 1 2 3 4 5 6  Christiansen, p. 190.
48. ↑  Rowell, p. 222.
49. ↑  Carpini (2007), p. 135.
50. ↑  Rowell, p. 223.
51. ↑  Rowell, pp. 222-223.
52. ↑  Rowell, p. 198.
53. ↑  Carpini (2007), pp. 34, 36.
54. ↑  Carpini (2007), pp. 34-35.
55. 1 2  Carpini (2007), p. 35.
56. ↑  Christiansen, pp. 189-190.
57. ↑  Rowell, p. 99.
58. ↑  Rowell, pp. 209-210.
59. ↑  Rowell, p. 234.
60. ↑  Rowell, p. 242.
61. 1 2  Rowell, p. 120.
62. ↑  Christiansen, p. 204.
63. 1 2  Rowell, p. 243.
64. 1 2 3 4  Kiaupa, p. 116.
65. 1 2  Rowell, p. 247.
66. ↑  Kiaupa, pp. 115-116.
67. ↑  Rowell, pp. 253-254.
68. 1 2  Rowell, p. 254.
69. ↑  Rowell, pp. 259, 263.
70. 1 2  Bugajski, p. 125.
71. ↑  Rowell, p. 61.
72. ↑  Rowell, pp. 84, 97.
73. ↑  Rowell, p. 100.
74. ↑  Kiaupa, pp. 116-117.
75. 1 2 3  Akiner, p. 22.
76. ↑  Rowell, p. 84.
77. 1 2 3  Rowell, pp. 89-90.
78. 1 2 3  Rowell, p. 90.
79. 1 2 3  Rowell, p. 85.
80. ↑  Rowell, p. 112.
81. ↑  Rowell, pp. 112-113.
82. 1 2 3 4 5  Rowell, p. 113.
83. ↑  Rowell, p. 114.
84. ↑  Rowell, pp. 61, 79.
85. ↑  Rowell, p. 79.
86. 1 2  (EN) Jonathan Bousfield, Baltic States, Rough Guides, 2004,  pp. 111-112, ISBN 978-18-58-28840-6. URL consultato il 27 giugno 2020 (archiviato il 20 dicembre 2022).
87. 1 2  Rowell, p. 72.
88. ↑  Sužiedėlis, p. 136.
89. ↑  (EN) Guyda Armstrong e Ian N. Wood, Christianizing Peoples and Converting Individuals, Brepols, 2000,  p. 23, ISBN 978-25-03-51087-3.
90. 1 2  Rowell, pp. 275-276.
91. 1 2 3 4  Davies, p. 40.
92. 1 2  Rowell, p. 270.
93. ↑  (EN) Aleksander Pluskowski, The Archaeology of the Prussian Crusade: Holy War and Colonisation, Routledge, 2013,  p. 369, ISBN 978-11-36-16281-7.
94. 1 2  Rowell, p. 277.
95. ↑  Rowell, p. 131.
96. 1 2 3  Rowell, p. 280.
97. 1 2 3  Kiaupa, p. 118.
98. ↑  Carpini (2007), p. 36.
99. ↑  Carpini (2010), pp. 74-75.
100. 1 2  Rowell, p. 63.
101. 1 2 3 4  Rowell, p. 64.
102. ↑  (LT) Juozas Jurginis, Legendos apie lietuviu̜ kilme̜, Vaga, 1971,  p. 51.
«Gediminas turėjo tris žmonas: Vidą, Olgą ir Jaunę. [Gediminas ebbe tre mogli: Vida, Olga e Jaune.]»
103. 1 2  Rowell, p. 88.
104. ↑  Rowell, p. 88, nota 25.
105. ↑  Rowell, pp. XXX, 280, nota 64.
106. ↑  Norkus Archiviato il 29 agosto 2022 in Internet Archive., p. 61.
107. ↑  Bugajski, p. 173.
108. ↑  Janonienė et al., p. 66.
109. ↑  Rowell, pp. 59, 115-116.
110. ↑   Adam Mickiewicz, Messer Taddeo: (Pan Tadeusz), a cura di Silvano De Fanti, Marsilio Editori spa, 2018,  pp. 199-200, ISBN 978-88-317-4426-3.
111. ↑  (EN) Order of the Lithuanian Grand Duke Gediminas, su adamkus.president.lt. URL consultato il 28 agosto 2022 (archiviato dall'url originale il 27 febbraio 2013).
112. ↑  (EN) Caratteristiche del litas d'argento dedicato a Gediminas, su coin-database.com. URL consultato l'11 giugno 2020.
113. ↑   Kūlgrinda - Giesmės Valdovui Gediminui, su Discogs. URL consultato l'11 giugno 2020 (archiviato il 21 febbraio 2021).
114. ↑  (EN) Roman Pratasevič, Monument to Duke Gedymin of Lithuania unveiled in Lida, su Radio europea per la Bielorussia, 8 settembre 2019. URL consultato l'11 giugno 2020.
115. ↑  (BE) Піўная серыя «ВКЛ», su lidskae.by. URL consultato l'11 giugno 2020 (archiviato il 9 novembre 2018).